# 克韦恩山
克韦恩山（挪威語：Kvernberget，意为「磨石崖」或「磨石山」）是位於挪威默勒-魯姆斯達爾郡克里斯蒂安松西部克里斯蒂安松镇諾蘭特島上的貧瘠山脈，最高海拔為205（673英尺）。附近的克里斯蒂安松克韦恩山機場即得名自該山。
長期以來，克韦恩山及其周邊地區是簡易登山運動的熱門景點，山頂亦是克里斯蒂安松受歡迎的遠足目的地。天氣晴朗的情況下，自山頂可俯瞰默勒-魯姆斯達爾郡北默勒的大部分地區。該山山頂建有一座飲用水儲水處。

## 發現

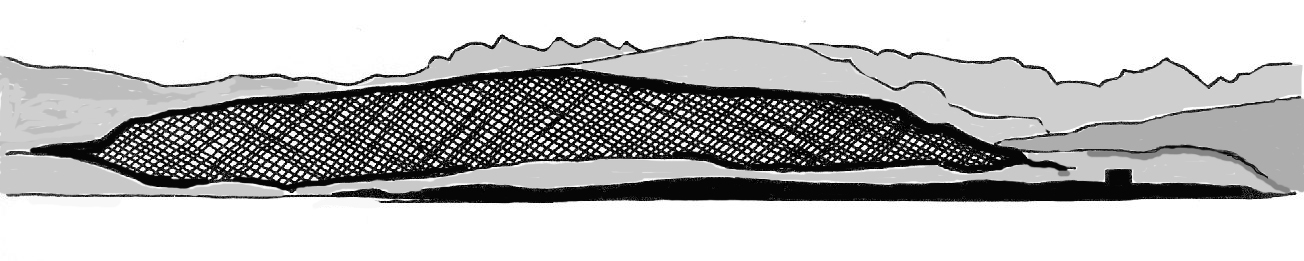
自格里普漁村拍攝並以其為基礎繪製的克韦恩山插圖

中世紀早期，在1742年克里斯蒂安松發展為城鎮以前很長一段時間，北默勒以北的海域已有船隻航行，當時北默勒的重鎮是位於克里斯蒂安松北部海域一座島上的格里普漁村，當地漁民利用克韦恩山等山脈作為地標以確認其捕魚路線。

## 歷史
丹麥水手波尔·德·勒韦诺恩於1791－1803年描述了該地區的挪威海岸，他表示特隆赫姆斯萊亞（特倫德拉格郡和默勒-魯姆斯達爾之間相隔的海峽）外的領航員時常利用克韦恩山定位，同時亦提到該地海岸上的所有山脈，包括斯卡尔文山（位於蒂斯特納島上）、斯泰姆斯海斯滕山、芒尼尔山（Magnillberget）、弗雷科伦山、Quærn-Bierget（「Kvernberget」的舊式拼法）和Plak-Myssen（今布雷姆斯内斯哈滕山）等。

## 名稱

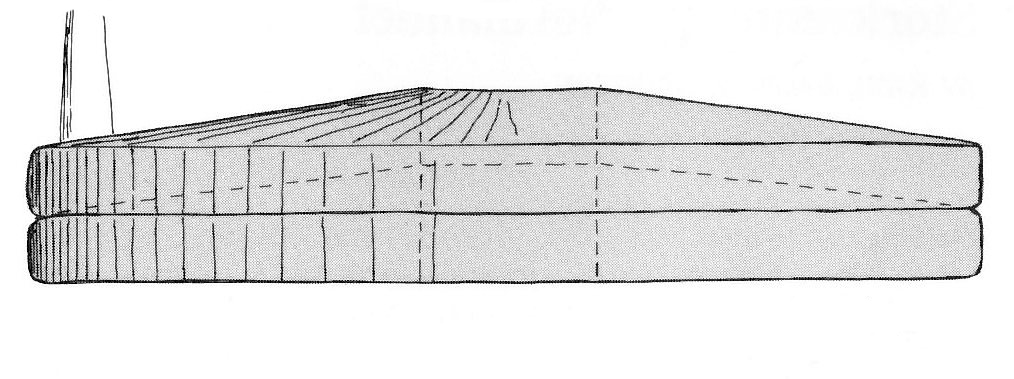
手磨石（hand-mill）在中世紀時極為普遍

克韦恩山之名約有1,000年的歷史，意指該山形似中世紀當時的磨石，該類石具至今仍於北非使用。格里普漁村外海的漁民沿山邊航行時，以家中用於將玉米磨成麵粉的手磨（hand mill）工具為其命名。
挪威沿海的許多山脈都因其形如的物品而得名，包括同樣位於諾蘭特島的熊山（Bjønnahaugen，形如一隻沉睡的熊）、克里斯蒂安松以西的阿沃略市镇的布雷姆斯内斯哈滕山（Bremsneshatten，被認為像一頂帽子），而勒溫諾恩則稱其為Plak-Myssen（一種海豹），他認為該山山形如同海底探出的海豹頭。